# Michiel de Ruiter
Michiel Adriaan de Ruiter (ur. 11 marca 1964 w Ermelo) – holenderski narciarz dowolny, specjalizujący się w skokach akrobatycznych, uczestnik Zimowych Igrzysk Olimpijskich 1992 i 1994, pierwszy reprezentant Holandii w narciarstwie dowolnym na igrzyskach olimpijskich.
W latach 1985–1994 startował w zawodach Pucharu Świata. Pierwszy występ w tych zawodach zaliczył 3 marca 1985 w niemieckim Oberjoch. Zajął wówczas 35. miejsce. Czterokrotnie plasował się w najlepszej dziesiątce zawodów Pucharu Świata – 7 grudnia 1990 w Tignes (7. miejsce), 16 grudnia 1990 w Zermatt (5. miejsce), 12 grudnia 1993 w Tignes (9. miejsce) oraz 30 stycznia 1994 w Le Relais (7. miejsce). W klasyfikacji generalnej PŚ w swojej konkurencji, skokach akrobatycznych, najwyższe miejsce zajął w sezonach 1987/1988 i 1993/1994, kiedy był 23. W tych samych latach został sklasyfikowany na 62. miejscu w klasyfikacji generalnej PŚ w narciarstwie dowolnym.
Czterokrotnie uczestniczył w mistrzostwach świata w narciarstwie dowolnym. Miało to miejsce w 1986 roku w Tignes (34. miejsce), w 1989 roku w Oberjoch (18. miejsce), w 1991 roku w Lake Placid (18. miejsce) oraz w 1993 roku w Altenmarkt-Zauchensee (21. miejsce).
Dwukrotnie brał udział w zimowych igrzyskach olimpijskich. W 1992 roku w Albertville uczestniczył w pokazowych zawodach skoków akrobatycznych i został w nich sklasyfikowany na 12. miejscu. Dwa lata później, podczas igrzysk w Lillehammer zajął 17. miejsce w zawodach olimpijskich. Jest jedynym Holendrem, który reprezentował swój kraj na igrzyskach olimpijskich w narciarstwie dowolnym.
Jest mężem Margriet Zegers – holenderskiej hokeistki, złotej medalistki olimpijskiej z 1984 roku.

## Osiągnięcia

### Igrzyska olimpijskie
| Miejsce | Dzień     | Rok  | Miejscowość | Konkurencja        | Zwycięzca            | Źródło      |
| ------- | --------- | ---- | ----------- | ------------------ | -------------------- | ----------- |
| 17.     | 24 lutego | 1994 | Lillehammer | Skoki akrobatyczne | Andreas Schönbächler | [ 9 ] [ 1 ] |

### Mistrzostwa świata
| Miejsce | Dzień     | Rok  | Miejscowość           | Konkurencja        | Zwycięzca        | Źródło |
| ------- | --------- | ---- | --------------------- | ------------------ | ---------------- | ------ |
| 34.     | 4 lutego  | 1986 | Tignes                | Skoki akrobatyczne | Lloyd Langlois   | [ 10 ] |
| 18.     | 5 marca   | 1989 | Oberjoch              | Skoki akrobatyczne | Lloyd Langlois   | [ 11 ] |
| 18.     | 17 lutego | 1991 | Lake Placid           | Skoki akrobatyczne | Philippe LaRoche | [ 12 ] |
| 21.     | 14 marca  | 1993 | Altenmarkt-Zauchensee | Skoki akrobatyczne | Philippe LaRoche | [ 13 ] |

### Puchar Świata

#### Miejsca w klasyfikacji generalnej
| Sezon     | Miejsce                    | Miejsce                     |
| Sezon     | PŚ w narciarstwie dowolnym | PŚ w skokach akrobatycznych |
| --------- | -------------------------- | --------------------------- |
| 1985/1986 | 126.                       | 53.                         |
| 1986/1987 | 77.                        | 27.                         |
| 1987/1988 | 62.                        | 23.                         |
| 1988/1989 | niesklasyfikowany          | niesklasyfikowany           |
| 1989/1990 | 91.                        | 31.                         |
| 1990/1991 | 68.                        | 25.                         |
| 1991/1992 | 102.                       | 36.                         |
| 1992/1993 | 113.                       | 46.                         |
| 1993/1994 | 62.                        | 23.                         |